# قبل الطوفان (فلم)
قبل الطوفان (فيلم) هو فيلم وثائقي يتحدث عن تغير المناخ وكيفية مساهمة الإنسان في ذلك وأن لشركات النفط والبترول أثرًا كبيرًا في التدهور المناخي وأن الإنسان يستطيع وقف هذا الاضطراب، و  أُخرج بواسطة فيشر ستيفنز. تم إنتاج الفيلم بتعاون كلاً من فيشر، ليوناردو دي كابريو، جيمس باكر، بريت راتنر، وأخرين. مارتن سكورسيزي هو المنتج التنفيذي
.
وقد كشف دي كابريو عن الفيلم في تاريخ 9، سبتمبر 2016 في مهرجان تورونتو السينمائي الدولي، عرض الفيلم لأول مرة في تاريخ 30 أكتوبر، 2016 على قناة ناشونال جيوغرافيك. جزء من تعهد ناشونال جيوغرافيك لتغطية التغير المناخي، وتم جعل الفيلم على نطاق واسع بالمجان على منصات مختلفة.

## روابط خارجية
- مقالات تستعمل روابط فنية بلا صلة مع ويكي بيانات